# Epactoides
Epactoides là một chi bọ cánh cứng thuộc họ Scarabaeidae.